# Ostrówik
Ostrówik – wieś w Polsce położona w województwie mazowieckim, w powiecie piaseczyńskim, w gminie Góra Kalwaria.
W skład tej wsi wchodzi Kępa Radwankowska (dawniej notowana pod nazwą Rzeczyca).
Z folwarku Brzumin w 1912 r. odłączono Towarzystwo Ostrówik - o pow. 40 ha, W roku 1921 notowany jako kolonia w której było 8 gospodarstw i 48 mieszkańców.
W latach 1975–1998 miejscowość administracyjnie należała do województwa warszawskiego.
Przez miejscowość przebiega droga wojewódzka nr 739.